# Middle Rasen
Middle Rasen è un villaggio e parrocchia civile dell'Inghilterra, appartenente alla contea del Lincolnshire.